# Élections constituantes de 1945 en Seine-et-Marne
Les élections constituantes françaises de 1945 se déroulent le 21 octobre.

## Mode de scrutin
Les députés sont élus selon le système de représentation proportionnelle suivant la règle de la plus forte moyenne dans le département, sans panachage ni vote préférentiel. Il y a 586 sièges à pourvoir.
Dans le département de Seine-et-Marne, cinq députés sont à élire.

## Élus
Les cinq députés élus sont : 
| Député élu        |  | Parti |
| ----------------- |  | ----- |
| Laurent Casanova  |  | PCF   |
| André Gautier     |  | PCF   |
| Roger Veillard    |  | SFIO  |
| Henri Lespès      |  | MRP   |
| Michel Clemenceau |  | PRL   |

## Résultats

### Résultats à l'échelle du département
| Liste Étiquette politique (partis et alliances) | Liste Étiquette politique (partis et alliances)                       | Tête de liste     | Tour unique | Tour unique | Sièges |  |
| Liste Étiquette politique (partis et alliances) | Liste Étiquette politique (partis et alliances)                       | Tête de liste     | Voix        | %           | Sièges |  |
| ----------------------------------------------- | --------------------------------------------------------------------- | ----------------- | ----------- | ----------- | ------ |  |
|                                                 | Communiste Parti communiste français                                  | Laurent Casanova  | 60 151      | 29,91       | 2      |  |
|                                                 | SFIO Section française de l'Internationale ouvrière                   | Roger Veillard    | 46 214      | 22,98       | 1      |  |
|                                                 | MRP Mouvement républicain populaire                                   | Henri Lespès      | 41 823      | 20,80       | 1      |  |
|                                                 | Rrassemblement social et antifasciste Parti républicain de la liberté | Michel Clemenceau | 36 550      | 18,17       | 1      |  |
|                                                 | Radicale-socialiste Parti radical                                     | Pierre Mortier    | 16 347      | 8.13        | 0      |  |
|                                                 |                                                                       |                   |             |             |        |  |
| Inscrits                                        | Inscrits                                                              | 248 249           | 100,00      | 5           |        |  |
| Abstentions                                     | Abstentions                                                           | 41 269            | 16,62       |             |        |  |
| Votants                                         | Votants                                                               | 206 980           | 83,38       |             |        |  |
| Blancs et nuls                                  | Blancs et nuls                                                        | 5 895             | 2,85        |             |        |  |
| Exprimés                                        | Exprimés                                                              | 201 085           | 97,15       |             |        |  |